# Dipsastraea albida
Espèce
Dipsastraea albida est une espèce de coraux appartenant à la famille des Merulinidae.